# András Ozsvár
András Ozsvár (* 19. Februar 1957 in Csongrád) ist ein ehemaliger ungarischer Judoka. Er trat im Schwergewicht und der offenen Klasse an.
Ozsvár war 1977 Junioreneuropameister im Schwergewicht. 1979 gewann er den ersten von sechs ungarischen Meistertiteln. Bei den Europameisterschaften 1980 belegte er den fünften Platz in der offenen Klasse. Auch bei den Olympischen Spielen 1980 in Moskau trat Ozsvár in der offenen Klasse an. Im Achtelfinale besiegte er den belgischen Olympiasieger im Halbschwergewicht Robert Van de Walle, unterlag dann aber im Viertelfinale gegen den Franzosen Angelo Parisi, den Olympiasieger im Schwergewicht. Den Kampf um Bronze gewann András Ozsvár gegen den sowjetischen Schwergewichtsolympiasieger von 1976 Sergei Nowikow.
Bei den Europameisterschaften 1981 erkämpfte Ozsvár die Bronzemedaille in der offenen Klasse, ebenfalls Bronze erhielt er bei den Weltmeisterschaften 1981. Bei den Europameisterschaften 1982 gewann Ozsvár zwei Medaillen: Nach Bronze im Schwergewicht erreichte er in der Offenen Klasse das Finale gegen den sowjetischen Judoka Alexei Tjurin und erhielt die Silbermedaille. Seine letzte internationale Medaille erkämpfte Oszvár bei den Weltmeisterschaften 1983 in Moskau in der offenen Klasse. Nach seiner Viertelfinal-Niederlage gegen Vladimir Kocman aus der Tschechoslowakei kämpfte sich Ozsvár durch zwei Siege in der Hoffnungsrunde zur Bronzemedaille durch.
Der 1,82 m große András Ozsvár startete für Honvéd Budapest.